# Kuma (Konda)
Die Kuma (russisch Кума) ist ein 530 km langer rechter Nebenfluss der Konda in Westsibirien (Russland).

## Verlauf
Die Kuma entfließt in etwa 85 m Höhe dem Kuma-Sumpf (Kuminskoje boloto) im Westteil des Westsibirischen Tieflandes, etwa 75 km Luftlinie südwestlich der Siedlung städtischen Typs Meschduretschenski im Autonomen Kreises der Chanten und Mansen/Jugra sowie 100 km nördlich der Stadt Tawda in der Oblast Swerdlowsk. Sie fließt zunächst in südöstlicher bis östlicher Richtung, bevor sie sich nach Norden wendet und diese generelle Richtung in mehreren weiten Bögen beibehält. Auf seiner gesamten Länge, immer auf dem Territorium des Autonomen Kreises der Chanten und Mansen, mäandriert der Fluss in vielerorts sumpfigem und seenreichem Gelände stark. Der Hauptarm des Flusses mündet etwa 50 Kilometer östlich von Meschduretschenski in 32 m Höhe in den bedeutenden Irtysch-Nebenfluss Konda. Ein kleinerer, rechter Nebenarm, der einige Kilometer oberhalb der Mündung des Kuma-Hauptarms von diesem abzweigt, folgt der Konda in teils über 10 km Entfernung auf weiteren ungefähr 40 km (Luftlinie), bevor er unterhalb der Siedlung Kondinskoje ebenfalls einmündet. In Mündungsnähe ist die Kuma etwa 70 Meter. Die bedeutendsten Zuflüsse sind Laut und Mortka von links sowie die Landina von rechts.

## Hydrologie
Das Einzugsgebiet der Kuma umfasst 7750 km². Die mittlere jährliche Abflussmenge am Pegel Kuminski am Oberlauf beträgt 4,9 m³/s bei einem minimalen Monatsdurchschnitt von 0,5 m³/s im Februar und einem Maximum von 22,9 m³/s im Mai. Das Hochwasser während der Schneeschmelze dauert von April bis Juni an.

## Infrastruktur
Die Kuma ist nicht schiffbar.
Sie durchfließt insgesamt nur dünn besiedeltes und wirtschaftlich wenig oder nicht genutztes Gebiet. Einzige größere Ortschaft am Fluss ist die Siedlung städtischen Typs Kuminski, die in den 1960er-Jahren mit dem Bau der Eisenbahnstrecke Tawda – Meschduretschenski (Station Ustje-Acha) entstand, die den Oberlauf des Flusses dort kreuzt. Eine ganzjährig befahrbare, der Bahnstrecke folgende Straße ist im Bau. In der weiteren Umgebung von Kuminski wird Forstwirtschaft betrieben. Daneben gibt es nur noch das kleine Dorf Stary Katysch am rechten Mündungsarm.